# Mesoproterozoic
El Mesoproterozoic és la segona de les tres subdivisions (eres) de l'eó Proterozoic, i que durà entre fa 1.600 i 1.000 milions d'anys. El nom deriva dels ètims grecs mésos ('mitjà'), próteros ('primer') i zõon ('animal').
Els esdeveniments més importants d'aquesta era són la formació del supercontinent de Rodínia i l'aparició de la reproducció sexual.